# Disputation
Disputation (disputationsakt) är den akademiska akt där en doktorand inför publik försvarar sin doktorsavhandling. Om doktoranden godkänts på sina kurser inom utbildningen, på ett vetenskapligt nöjaktigt sätt författat och adekvat försvarat sin avhandling, avlägger denne därmed doktorsexamen. Akademiska disputationer förekommer vid alla universitet och leder sin historia tillbaka till antiken. Det är det främsta uttrycket för vetenskapssamhällets egen kvalitetskontroll av nya forskningsresultat.
Doktorsavhandlingen offentliggörs vanligtvis före disputationen.

## Historia
Disputationens rötter finns i det vetenskapliga samtal som är en av vetenskapens grundstenar. Med tiden utvecklades en form där man i disputationen ventilerade en avhandling som skrivits av den professor som ledde disputationen. Först på 1850-talet slog man fast att respondenten själv skulle ha skrivit det vetenskapliga arbete som disputationen behandlade.

## Disputation i Sverige

### Inför disputation
Offentliggörandet av avhandlingen som sker före disputationen kallas "spikning", och består i att doktorsavhandlingen spikas upp på universitets anslagstavla och därmed på ett symboliskt sätt hålls offentligt tillgänglig för granskning av vem som helst. Ett löst så kallat "spikblad" anger att det är fråga om en doktorsavhandling samt var och när disputationen äger rum. Spikningen går till så, att ett hål borras i bokens övre vänstra hörn och doktoranden spikar själv fast den på anslagstavlan under överinseende av universitetsvaktmästaren och en del släkt och vänner. Numera har man också "elektronisk spikning", som går till så att universitetsbiblioteket lägger ut texten eller det så kallade spikbladet på sin webbplats. Spikningen kan också förenklas genom att endast spikbladet anslås.

### Disputationsakten

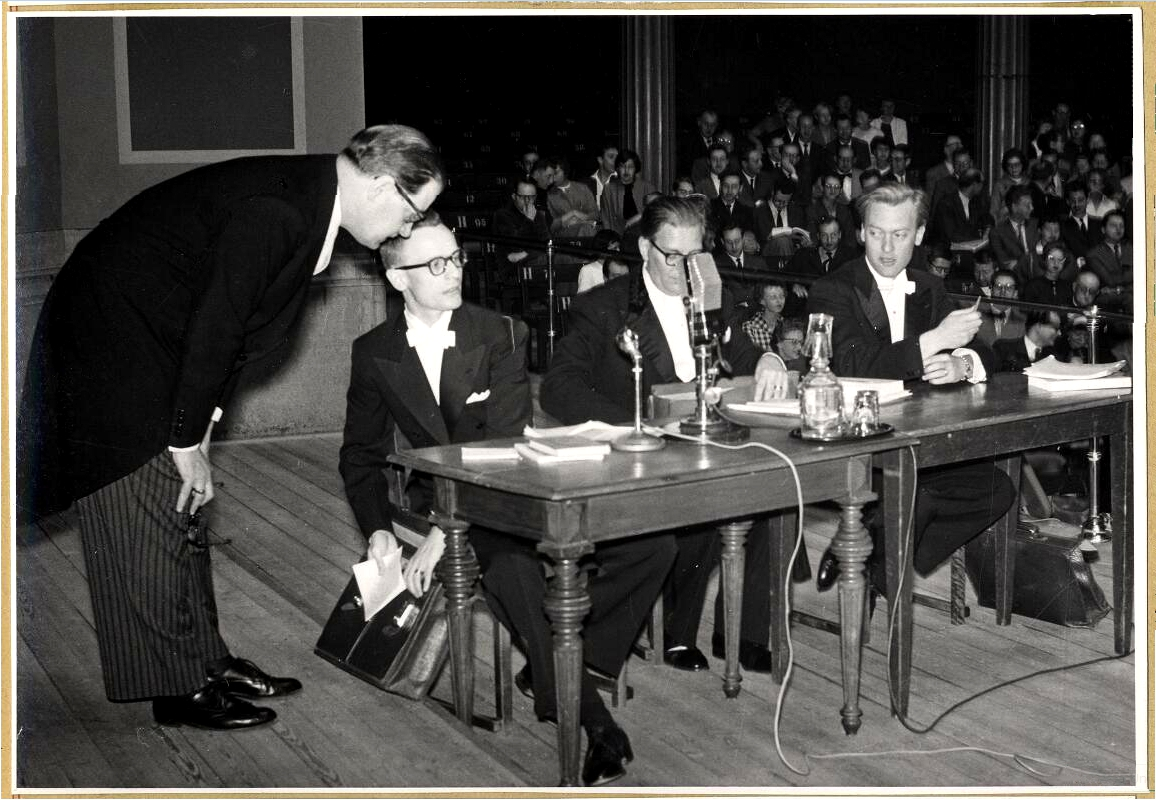
Respondenten Sven Stolpe vid opponenternas bord vid dennes disputationen 1959 i Uppsala universitets aula. Sittande från vänster: fakultetsopponent, docent Lars Gustafsson, andreopponent, filosofie doktor Lechard Johannesson, tredjeopponent, doktoranden Germund Michanek.

Disputationsakten kan gå till på olika sätt. Den inleds vanligen med att ordföranden kort för de närvarande presenterar respondent, opponent och betygsnämnd. Därefter presenteras innehållet i avhandlingen av opponenten eller ibland av respondenten. Opponenten får därefter ordet och framlägger sin uppfattning om avhandlingen. Det är opponentens uppdrag att framföra vetenskapligt motiverad kritik som respondenten skall besvara. Betygsnämnden skall avgöra om detta försvar är hållbart. Opponentens granskning av avhandlingen skall utformas som en dialog mellan opponent och respondent. Opponentens uppgift är däremot inte att "tentera" eller "förhöra" respondenten på rena minneskunskaper eller intervjua denne om dennes allmänna synpunkter på sitt forskningsområde, utan att genom motargument av olika typ granska om de i avhandlingsboken framlagda forskningsresultaten är vetenskapligt hållbara och tillför något nytt.
Vid disputationen skall närvara, förutom doktoranden (respondenten) själv, först och främst en ordförande, som inleder och avslutar akten, och vidare doktorandens handledare, en opponent och en betygsnämnd. Eftersom tillställningen är offentlig har vem som helst rätt att närvara. Forskarkolleger, släkt och vänner och övriga intresserade brukar vara närvarande, men beroende på allmänhetens och kollegiets intresse för avhandlingens ämne kan publikens storlek variera kraftigt.
Då opponentens granskning är genomförd brukar betygsnämnden ofta ställa frågor eller komma med eventuella synpunkter på avhandlingen. Ordet förklaras därefter fritt och vem som så önskar får sedan framställa kritik mot avhandlingen (opposition ex auditorio) som besvaras av respondenten innan disputationsakten avslutas och betygsnämnden drar sig tillbaka för överläggningar. En disputation pågår normalt ett par timmar men upp till det dubbla kan förekomma. Långa disputationer ajourneras för måltid.
Efter disputationen är det, med sekellånga traditioner, kutym att disputanden bjuder in till en festlig måltid, "disputationsmiddag". I dag kan denna måltid ofta vara subskriberad; gästerna betalar sina egna kuvertavgifter.

### Opponent och betygsnämnd
Opponentens uppgift är att granska doktorandens avhandling, och att inför betygsnämnden vid själva disputationsakten till doktoranden framföra kritiska motargument eller påvisa luckor i bevisföringen. Opponenten utses av fakulteten och är i regel en extern expert inom avhandlingens ämnesområde.
Betygsnämnden består i Sverige av tre eller fem ledamöter, som skall vara professorer eller docenter, men inte nödvändigtvis vara aktiva inom samma område som doktoranden. Det är betygsnämnden som avgör om doktoranden blir godkänd eller ej. Betygsnämnden utses av fakulteten efter förslag från ämnesföreträdarna inom högskolan. Normalt rekryteras majoriteten av betygsnämndens ledamöter från andra högskolor, och ledamöterna skall då inte heller ha otillbörligt nära relationer med avhandlingens respondent eller handledare. I den nyare doktorsexamen från 1977 års studieordning fanns fram till 1976 ingen betygsnämnd utan avhandlingen godkändes av handledaren ensam på samma sätt som i före 1977 års fyraåriga licentiatexamen, vilken den nya doktorsexamen alltså då kom att motsvara. Fram till 1983 tilläts handledaren att sitta med i betygsnämnden.
Under betygsnämndens sammanträde diskuteras om de i avhandlingen framlagda vetenskapliga resultaten är hållbara och huruvida respondenten vederhäftigt försvarat sin avhandling. Efter omröstning fastställs om avhandlingen skall godkännas eller ej. I allmänhet godkänns doktoranden och betygsnämnden presenterar ett positivt resultat efter ett formellt sammanträde. Normal akademisk praxis är nämligen att om betygsnämnden avser att inte godkänna avhandlingen meddelas respondenten detta i förväg genom sin handledare och får då möjlighet att dra tillbaka sin avhandling före disputationsakten. I en sammanläggningsavhandling har varje uppsats tidigare granskats av det vetenskapliga rådet vid den tidskrift som publicerat den.

### Disputationsaktens historia i Sverige
Fram till 1970 utsåg fakulteten en opponent och respondenten två. Vid varje disputation fungerade således tre opponenter. "Fakultetsopponenten" framförde den grundläggande vetenskapliga kritiken, den "andre opponenten", som respondenten utsåg bland sina vänner,  brukade inrikta sin granskning främst på akribi och formalia. Det fanns därvid en sedan mitten av 1800-talet utbildad tradition att den tredje opponenten inte framförde en allvarlig, vetenskaplig kritik, utan i stället – med gravallvarlig hänvisning till avhandlingstexten – en förvänd, förvriden, skämtsam och löjeväckande opposition som vädjade till åhörarnas munterhet. Ofta vill man genom skojiga ordlekar, anagram, halsbrytande jämförelser och så vidare göra gällande att avhandlingen på ena eller andra sättet handlade om något helt annat än den de facto gjorde.  I nuvarande disputationssystem fullgör fakultetsopponenten även den tidigare andreopponentens funktion. Det händer alltjämt att en skämtsam "tredjeopposition" framträder.

## Disputation i Finland
[källa behövs]

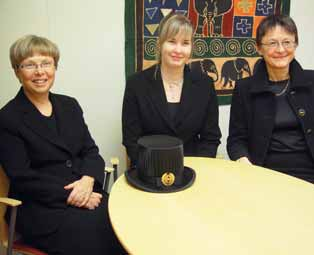
I Finland närvarar alltid minst tre personer under en disputation. Här syns från vänster till höger kustos, som leder akten, respondent eller disputanden (som vill bli doktor) och opponent, som granskar avhandlingen; bilden tagen efter en disputation vid Tammerfors tekniska universitet. På bordet kustos' doktorshatt.

I Finland måste avhandlingen offentliggöras senast tio dagar före disputationen. Disputationen sker genom ett utbyte mellan fyra roller:
- kustos är fakultetens representant, en disputerad forskare som leder och övervakar disputationen,
- disputanden är den doktorand som prövas för doktorsexamen
- opponenten, en eller två av fakulteten utsedda disputerade forskare med uppgift att granska avhandlingen och disputandens forskning
- åhörarna, som vanligen utgörs av andra forskare inom avhandlingsområdet, disputandens släkt och vänner samt allmänheten.

Disputationen följer en bestämd form, där disputanden först presenterar sitt arbete i ett tal, lectio praecursoria, som varar i cirka 20 minuter. Därefter ställer opponenten frågor om arbetet. En övre tidsgräns om fyra eller sex timmar förekommer, men vanligen tar disputationen kortare tid än så. Efter sina frågor förutsätts opponenten klart uttala om den rekommenderar till fakulteten att arbetet godkänns eller – i mycket sällsynta fall – underkänns. Till slut ges åhörarna möjlighet att ställa ytterligare frågor, men dessa brukar inte ha någon inverkan på slutresultatet eller vitsordet. Kustos kan avgöra att disputanden inte behöver svara på en fråga om den är irrelevant för avhandlingen.
Efter disputationen arrangeras vanligen en doktorskaronka, en fest där disputanden framför sitt tack till kustos och opponent.